# بويد بيري
بويد بيري (بالإنجليزية: Boyd Perry)‏ هو لاعب كرة قاعدة أمريكي، ولد في 21 مارس 1914 في Snow Camp, North Carolina ‏ في الولايات المتحدة، وتوفي في 29 يونيو 1990 في برلنغتون في الولايات المتحدة.

## وصلات خارجية
- بويد بيري على موقعبيزبول رفرنس.كوم (الدوري الرئيسي) (الإنجليزية)
- بويد بيري على موقعبيزبول رفرنس.كوم (الدوري الثانوي) (الإنجليزية)